# 41279 Trentman
41279 Trentman è un asteroide della fascia principale. Scoperto nel 1999, presenta un'orbita caratterizzata da un semiasse maggiore pari a 3,0649987 UA e da un'eccentricità di 0,0517575, inclinata di 10,83987° rispetto all'eclittica.